# Marcel Brion
Marcel Brion (Marsella, 21 de noviembre de 1895  – París, 23 de octubre de 1984) fue un escritor, ensayista y crítico de arte francés.

## Biografía
Procedente de una familia de origen provenzal e irlandés, su apellido Brion es una adaptación al francés de O'Brion. Esta doble herencia cultural se dejará notar en su amor por otras culturas y su gusto por viajar. Tanto es así que pronto abandonará la abogacía, ejercida en Marsella entre 1920 y 1924, para dedicarse a recorrer el mundo. Su futura obra se nutrirá por esta curiosidad comunicativa por “el otro”.
La carrera literaria de Brion puede dividirse fácilmente en dos partes. Por un lado encontramos la actividad dedicada a la crítica literaria, la biografía y la historia del arte, y por otro a la novela. Respecto de la primera, que le valió más que su labor como novelista la entrada en la Academia Francesa en 1964, podemos destacar una serie de trabajos relacionados con el renacimiento italiano: Botticelli, Giotto, Leonardo da Vinci o Maquiavelo, y con el romanticismo alemán: Alemania romántica (4 volúmenes), Goethe, Robert Schumann y el alma romántica. Además, fue cofundador de la revista Los Cuadernos del Sur y colaborador en Novedades literarias y en Le Monde, canales que aprovecharía para dar a conocer en Francia a autores como Rainer Maria Rilke, James Joyce o Dino Buzzati.
Su obra como crítico e historiador es de un enorme valor tanto por su riqueza como por la sensibilidad de su aproximación, aunque esto no debe desmerecer su producción novelística. Iniciada en 1929 por El capricho español, culmina con obras como Castillo de sombras (1943) o Las escalas de la alta noche (1944). 
Entre su obra como historiador, en 1945 se publicó "Bartolomé de las Casas, padre de los indios", en el cual se destaca la obra del fray Bartolomé de las Casas, quien en plena conquista de América se convirtió en un abnegado defensor -ante la Corona española y con su prédica- de los derechos de los pueblos nativos que eran víctimas de crueles matanzas, esclavitud y sanguinarias torturas.
Marcel Brion murió en 1984 dejando tras de sí una ingente producción compuesta por más 70 obras, aunque la gran mayoría de ellas no puede leerse aún en marzo de 2007 en español.
- Datos: Q725605
- Multimedia: Marcel Brion / Q725605